# Lunca Frumoasă, Buzău
Lunca Frumoasă este un sat în comuna Pârscov din județul Buzău, Muntenia, România. Se află în zona Subcarpaților de Curbură, în valea Buzăului, pe malul stâng al Bălănesei (un afluent al Buzăului).